# Internationale Hängegleiter- und Gleitschirmflug-Kommission
Die Internationale Hängegleiter- und Gleitschirmflug-Kommission (engl.: Hang Gliding and Paragliding Commission, kurz CIVL vom ursprünglichen französischen Namen Commission Internationale de Vol Libre) ist für die Organisation, Regeln und Durchführung von internationalen Bewerben im Bereich Hängegleiten und Gleitschirmfliegen verantwortlich. Die CIVL ist eine von mehreren Kommissionen der Fédération Aéronautique Internationale (FAI), des weltweiten Dachverbandes des Luftsports.

## Geschichte
Die CIVL wurde 1975 unter dem Namen Commission Internationale de Vol Libre ‚Internationale Kommission für das freie Fliegen‘ gegründet. Wie bei vielen anderen Kommissionen der FAI wurde der Name inzwischen anglisiert, wobei das alte Kürzel beibehalten wurde. 1976 wurde die erste Hängegleiter-Weltmeisterschaft in Kössen (Österreich) ausgetragen. 1989 folgte die erste Gleitschirm-Streckenflug-Weltmeisterschaft, ebenfalls in Kössen. Im Jahr 2000 wurde die erste Gleitschirm-Punktlande-Weltmeisterschaft in Middle Wallop (Vereinigtes Königreich) ausgetragen und 2006 wurde die letzte Ausgabe des Red Bull Vertigo in Villeneuve (Schweiz) als erste Gleitschirmakrobatik-Weltmeisterschaft anerkannt.
2012 reagierte die CIVL auf die steigende Beliebtheit des Online-Contest-Formats und begründete den World XC Online Contest.
Mit Streckenfliegen und Punktlanden bewarb die FAI Gleitschirmfliegen als eine von insgesamt 26 Sportarten für die Aufnahme in das olympische Programm für die  Olympischen Sommerspiele 2020 in Tokio. Die FAI schaffte es allerdings nicht über die erste Bewerbungsphase hinaus.
Bei der Plenar-Sitzung im März 2024 wurde Hike & Fly bzw. Biwakfliegen offiziell als eigenständige Disziplin anerkannt. Formelle Kontinental- oder Weltmeisterschaften wurden aber noch nicht ausgetragen.

## Bewerbe
Als oberste Behörde im Hängegleiter- und Gleitschirmsport ist die CIVL für Sektion 7 des Sporting Codes der FAI zuständig, worin die Wettbewerbsregeln für diese Sportarten definiert werden. Zusätzlich fallen unter anderem folgende Bewerbe unter ihre Zuständigkeit:
- FAI World Hang Gliding Championship (Hängegleiter-Weltmeisterschaft)
- FAI World Paragliding XC Championship (Gleitschirm-Streckenflug-Weltmeisterschaft)
- FAI World Paragliding Accuracy Championship (Gleitschirm-Punktlande-Weltmeisterschaft)
- FAI World Paragliding Aerobatics Championship (Gleitschirmakrobatik-Weltmeisterschaft)
- FAI World XC Online Contest (WXC)

## Leistungsabzeichen
Angelehnt an die Leistungsabzeichen im Segelflug (siehe Internationale Segelflugkommission) werden auch von der CIVL Leistungsabzeichen vergeben. Die Leistungsabzeichen werden in folgenden Kategorien verliehen:
- Gleitschirm Streckenflug
- Hängegleiten Streckenflug
- Gleitschirm Punktlanden

Für die Silbernen und Goldenen Leistungsabzeichen im Streckenflug müssen jeweils drei Anforderungen erfüllt werden. Diese müssen nicht alle im selben Flug erfüllt werden.
| Abzeichen    |                                                                                        |                                                                                        |                                                                                    |
| ------------ | -------------------------------------------------------------------------------------- | -------------------------------------------------------------------------------------- | ---------------------------------------------------------------------------------- |
| Bronze a)    | - Streckenflug von 30 km oder - Flugdauer von 1,5 Stunden oder - Höhengewinn von 500 m | - Streckenflug von 30 km oder - Flugdauer von 1,5 Stunden oder - Höhengewinn von 500 m | vier aufeinanderfolgende Landungen innerhalb von 1 m eines Landepunktes            |
| Silber b)    | - Streckenflug von 75 km und - Flugdauer von 3 Stunden und - Höhengewinn von 1000 m    | - Streckenflug von 100 km und - Flugdauer von 3 Stunden und - Höhengewinn von 1000 m   | vier aufeinanderfolgende Landungen mit Gesamtabstand von max. 1 m zum Landepunkt   |
| Gold c)      | - Streckenflug von 125 km und - Flugdauer von 5 Stunden und - Höhengewinn von 2000 m   | - Streckenflug von 150 km und - Flugdauer von 5 Stunden und - Höhengewinn von 2000 m   | vier aufeinanderfolgende Landungen innerhalb von 10 cm eines Landepunktes          |
| Diamanten d) | Ein Flug über 200 km freie Strecke                                                     | Ein Flug über 300 km freie Strecke                                                     | vier aufeinanderfolgende Landungen mit Gesamtabstand von max. 10 cm zum Landepunkt |
| Diamanten d) | Ein Höhengewinn von 3000 m                                                             | Ein Höhengewinn von 3000 m                                                             | vier aufeinanderfolgende Landungen mit Gesamtabstand von max. 10 cm zum Landepunkt |
| Diamanten d) | Ein Flug über 200 km auf einem Dreieckskurs                                            | Ein Flug über 300 km auf einem Dreieckskurs                                            | vier aufeinanderfolgende Landungen mit Gesamtabstand von max. 10 cm zum Landepunkt |

## Auszeichnungen
Als Kommission der FAI vergibt auch die CIVL individuelle Auszeichnungen für außergewöhnliche Förderungen des Sports.

### Hängegleiter und Paragleiter Diplom
Das FAI Hang Gliding and Paraglidng Diploma wurde im Jahr 1979 ins Leben gerufen und kann jährlich an eine Person verliehen werden, die durch außergewöhnliche Initiative, Arbeit oder Leitung zur Entwicklung von Hängegleitern bzw. später auch Gleitschirmen beigetragen hat.
Ausgezeichnete Personen sind:
- 2024:  Sándor Kaszás
- 2023:  Martin Scheel
- 2019:  Jean Louis Darlet
- 2018:  Pat Crowe
- 2017:  Donnita Hall
- 2016:  Miguel Gutierrez Fernandez
- 2015:  Daniel Raibon-Pernoud
- 2011:  Miklos Onody
- 2010:  Rod Fuller
- 2006:  John Dickenson
- 2005:  Alfio Caronti
- 2004:  Gin Seok Song
- 2002:  Yusuke Yamazaki
- 2001:  Peter „Pamir“ Halmos
- 1999:  Rob Whittall
- 1997:  Paul Mollison
- 1996:  Yoshiki Oka
- 1996:  Etsushi Matsuo
- 1995:  Salvador Mogas Filva
- 1992:  Thomas B. Bosshard
- 1990:  André Milewski
- 1989:  John Carlsen
- 1988:  Rick Wilson
- 1987:  Richard T. Heckman
- 1986:  Gérard Thevenot
- 1984:  Herbert Stollinger
- 1983:  Stein Arne Fossum
- 1982:  Francis Rogallo
- 1981:  Sepp Himberger
- 1980:  Erwin Kjellerup
- 1979:  William Moyes
- 1978:  Daniel F. Poynter

### Pepe-Lopes-Medaille
Die Medaille wurde im Februar 1993 zu Ehren des Brasilianers Pedro Paulo „Pepe“ Lopes, dem Hängegleiter-Weltmeister 1981, gestiftet, der 1991 im Rahmen eines Wettbewerbes in Japan verunglückte.
Die Medaille kann jährlich für herausragenden Sportsgeist im Bereich des Hängegleitens verliehen werden. Die bisherigen Träger sind:
- 2023:  Róbert Exner
- 2019:  Rok Dolinsek
- 2017:  Ben Philpott
- 2016:  Jozsef Szalay
- 2012:  Conrad Loten
- 2011:  Riikka Vilkuna
- 2004:  Philippe Broers
- 1996:  Adrián Mahovics
- 1995:  Monique Werner
- 1994:  Tony Barton
- 1992:  Stephen Blenkinsop